# St. Francis Hospital
St. Francis Hospital and Heart Center (conocido coloquialmente como St. Francis Hospital) es un hospital docente sin fines de lucro que cuenta con un total de 449 camas. Está localizado en Flower Hill, en Long Island, Nueva York, Estados Unidos. St. Francis Hospital es el único centro cardíaco designado por especialidad en el estado de Nueva York.
St. Francis Hospital está afiliado al Instituto de Tecnología de Nueva York.
El hospital está clasificado a nivel nacional por US News & World Report en varias áreas, incluyendo cardiología y cirugía cardíaca, en neurología, en gastroenterología, en geriatría, en neurocirugía, y en ortopedia. Además, St. Francis Hospital ocupa el puesto número 6 en el área metropolitana de Nueva York, así como en todo Nueva York.

## Historia
La historia del St. Francis Hospital se remonta a 1922, cuando Carlos Munson, un rico residente en Flower Hill y heredero de Munson Steamship Company, junto con su esposa, Mabel, ofrecieron 15 acres de su propiedad a las Franciscanas Misioneras de María . Posteriormente, los misioneros franciscanos abrieron un convento en el terreno y lo usaron como campamento para niños pobres y con enfermedades crónicas de la ciudad de Nueva York .
En 1935, Gloria Vanderbilt recibió su primera comunión en el convento ubicado en St. Francis.
En 1937, los misioneros franciscanos transformaron el campamento en un sanatorio cardíaco para niños porque descubrieron que el 2 por ciento de los niños que asistían a la escuela en Brooklyn estaban experimentando complicaciones por enfermedades cardíacas reumáticas y necesitaban asistencia médica caritativa. Como resultado, el campamento se transformó en un sanatorio cardíaco para niños. Para 1941, St. Francis contaba con 125 camas, atendiendo a niños de entre 6 y 16 años con una estadía promedio de 8 meses. El hospital se expandió en 1954 para atender a pacientes adultos y había crecido hasta albergar 227 camas y 5 quirófanos en 1973.
En diciembre de 1983, la primera dama Nancy Reagan visitó el hospital después de que ella y el presidente Ronald Reagan trajeron a dos niños pequeños (Ah Ji Sook (7) y Lee Kil Woo (4)) de Corea del Sur a los Estados Unidos en noviembre de 1983 para abrirlos cirugía cardíaca en St. Francis Hospital. La primera dama Reagan realizó una famosa conferencia de prensa en St. Francis el 15 de diciembre. La cirugía salvó la vida de ambos niños.
Un ala de cuidados intensivos en el Hospital St. Francis se dedicó a Nancy Reagan en 1988 por salvar la vida de los dos niños cinco años antes. La Sra. Reagan estuvo presente en la ceremonia de dedicación e inauguración del Nancy Reagan Hall el 4 de octubre de 1988.
St. Francis Hospital fue uno de varios hospitales en el área que recibió y trató a los pasajeros heridos en el accidente del Vuelo 52 de Avianca, que se estrelló el 25 de enero de 1990 en Cove Neck.
En 2012, St. Francis Hospital renovó su sala de emergencias, ampliándola y haciéndola más eficiente energéticamente.

## Paciente notable
- Alfred A. Lama - Arquitecto y político ítalo-estadounidense conocido por su patrocinio del programa de vivienda Mitchell-Lama del estado de Nueva York; murió en el Hospital St. Francis en 1984.[27]

## Transporte
El hospital cuenta con el servicio de autobús n23, operada por Nassau Inter-County Express (NICE) . El n23 para en Port Washington Boulevard (NY 101), frente a la entrada principal del hospital.